# Vœu des Échevins de Lyon

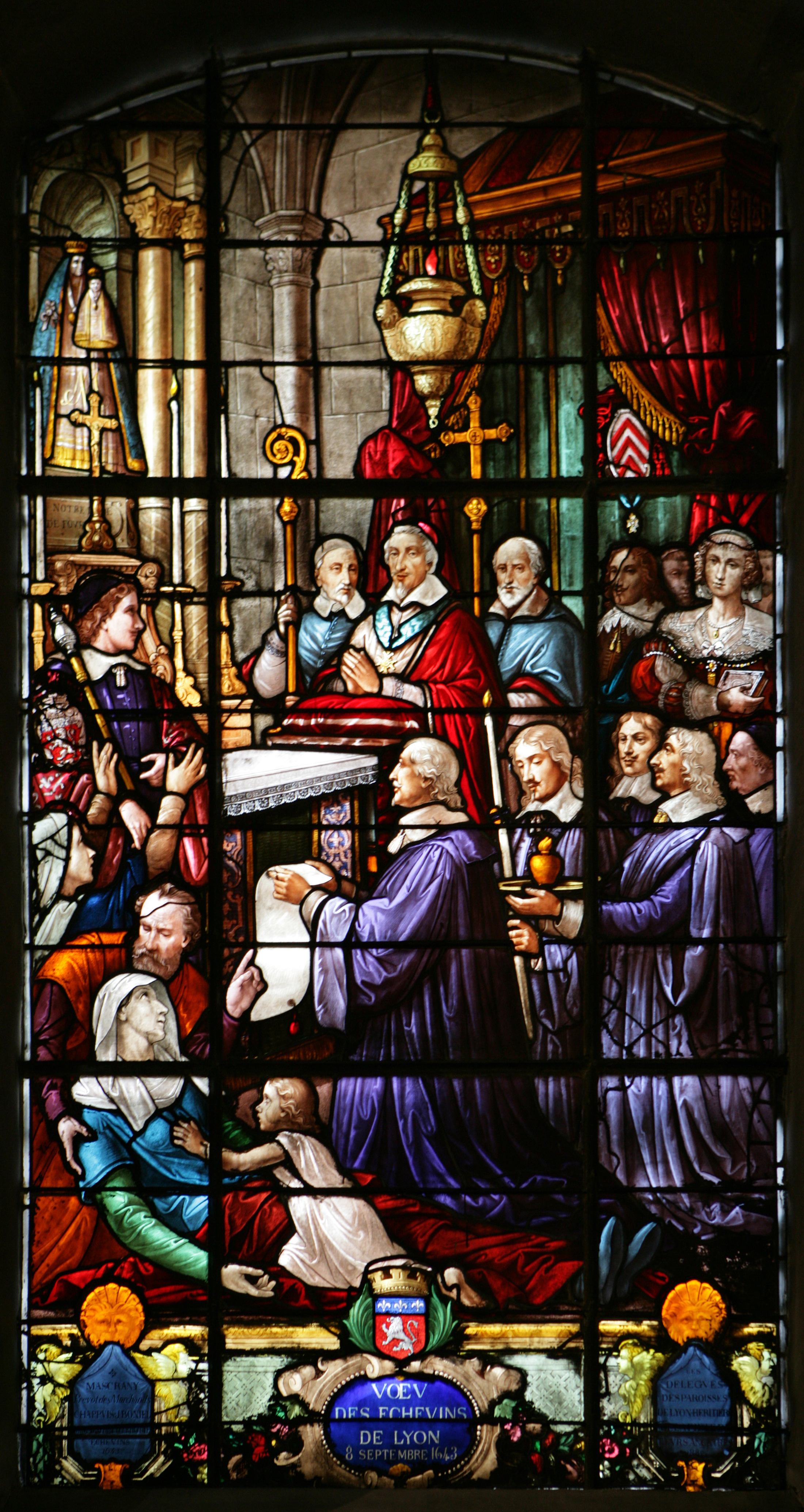
Quatre conseillers adorent la Vierge Marie dans un vitrail de la basilique de Fourvière, comme le veut la tradition.

Le Vœu des Échevins de Lyon est une promesse faite en 1643 par le prévôt des marchands de Lyon et quatre conseillers, qui jurèrent de rendre hommage à la Vierge chaque année si elle débarrassait Lyon de l'épidémie de peste qui ravageait les villages environnants. Lorsque Lyon fut épargnée par cette épidémie, notamment grâce aux progrès de l'hygiène dans la ville, les Lyonnais tinrent leur promesse et, depuis lors, Lyon rend hommage à la Vierge chaque année le 8 septembre.

## Contexte historique
Au XVIIe siècle, Lyon subit plusieurs épidémies de peste, notamment en 1628 (la plus dévastatrice), 1631, 1637, 1639 et 1642. Le 5 avril 1642, probablement à l'instigation du prévôt des marchands Alexandre de Mascrany, un vœu est fait : deux jours plus tard, une procession à Notre-Dame de Fourvière aura lieu, pour demander à la Vierge de les délivrer de la peste. Ce pèlerinage eut lieu, et il fut décidé qu'il se poursuivrait chaque année.
Le 12 mars 1643, un vote de la même assemblée les engage à célébrer la Nativité de Marie le 8 septembre en se rendant en procession à Fourvière pour offrir un écu d'or et sept livres de cire blanche, comme promis, si l'épidémie n'atteignait pas la ville.
Cette cérémonie s'est maintenue au fil des ans, en y ajoutant une bénédiction de la ville du haut de la basilique, et bien qu'interdite pendant la période révolutionnaire, elle a été rétablie en 1848 par le cardinal de Bonald. Lorsqu'en 1849, une statue de la Vierge devait être inaugurée au sommet de la basilique de Fourvière, cette tradition s'est associée à l'une des plus célèbres fêtes lyonnaises : la Fête des Lumières. En raison du mauvais temps, l'inauguration dut être reportée au 8 décembre, et lorsque, le même jour, il sembla que la fête devait être à nouveau suspendue, les habitants de la ville éclairèrent leurs fenêtres avec de petites bougies, donnant ainsi naissance à cette nouvelle tradition.
Pendant la Première Guerre mondiale, pour commémorer l'Union sacrée, le conseil municipal est invité à la cérémonie du 8 septembre 1915 et, depuis, la tradition de la participation du maire à l'Offrande n'a été rompue qu'à trois reprises :
- Sous les deux mandats (1905-1940, 1945-1957) d'Édouard Herriot, célèbre leader de gauche, le maire a refusé d'assister à la procession, suivant une interprétation stricte de la séparation de l'Église et de l'État[6],[7].
- En 2020, le nouveau maire de Lyon, Grégory Doucet, d'Europe Écologie-Les Verts (EELV), refuse de participer au traditionnel vœu des édiles : « Dans mon interprétation des règles de la laïcité, je laisse les croyants mener cette cérémonie », obligeant la Fondation Fourvière à faire appel à Jean-Michel Aulas, président de l'Olympique lyonnais (1987-2023) pour remplacer le maire[7], qui prononce néanmoins un discours à l'issue de la cérémonie[8].